# Ham (Belgien)
Ham ist eine ehemalige belgische Gemeinde in der Region Flandern mit zuletzt 11.338 Einwohnern (Stand 1. Januar 2024). Der Ort liegt am Albert-Kanal und wurde 1977 aus den ehemaligen Gemeinden Oostham und Kwaadmechelen gebildet. Zum Ortsteil Kwaadmechelen gehören auch die Ortschaften Genebos und Genendijk. Am 1. Januar 2025 fusionierte Ham mit der damaligen Nachbargemeinde Tessenderlo zur neuen Gemeinde Tessenderlo-Ham.

## Lage
Hasselt liegt 22 Kilometer südöstlich, Eindhoven 43 Kilometer nordnordöstlich, Maastricht 45 Kilometer südöstlich und Brüssel etwa 60 Kilometer südwestlich.

## Bevölkerungsentwicklung

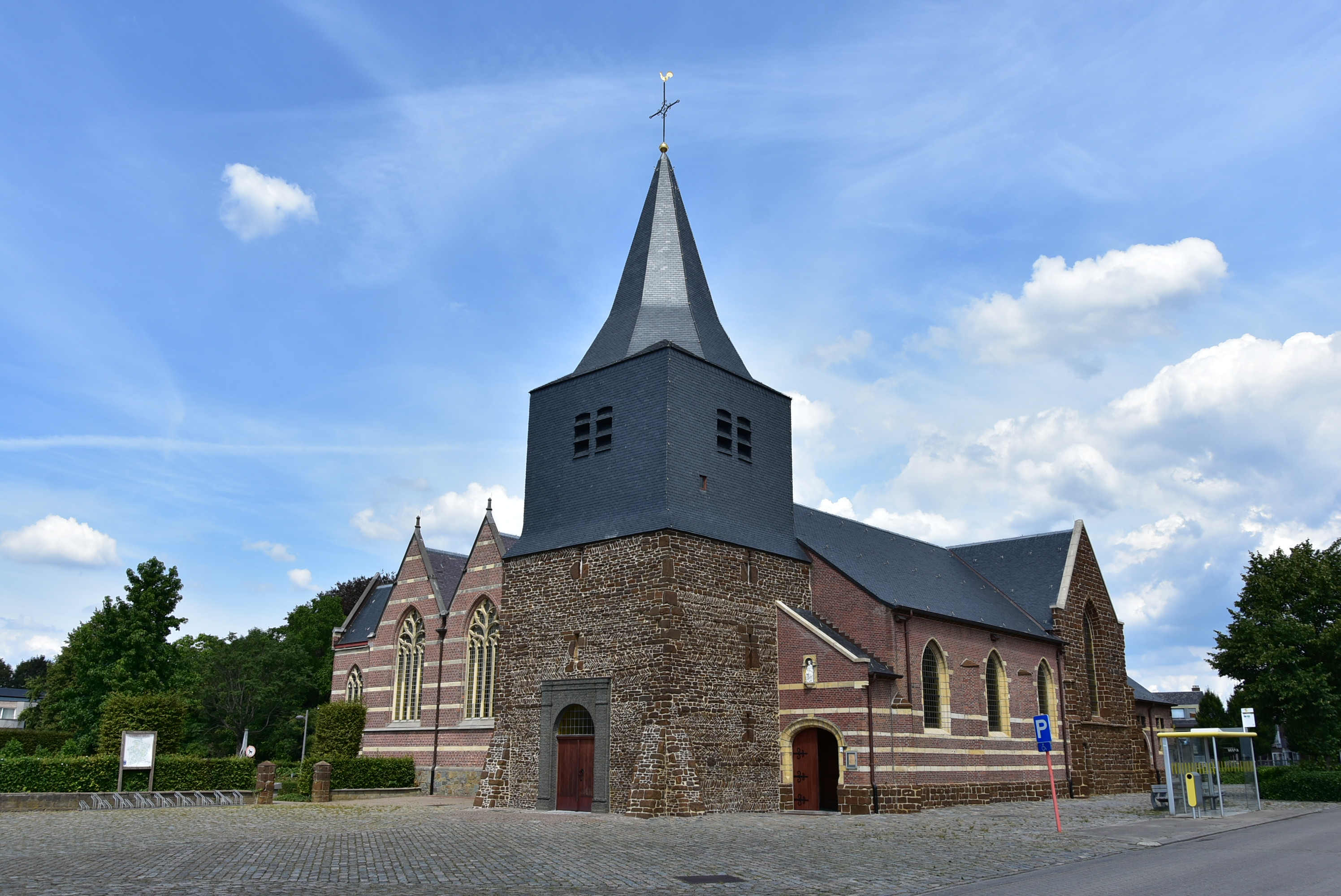
Kirche in Oostham

Quelle: INS

## Verkehr
Ham besitzt eine Autobahnabfahrt an der A13/E 313.
In Balen, Diest und Moll befinden sich die nächsten Regionalbahnhöfe.

## Sehenswürdigkeiten
In Oostham steht die Kirche Onze Lieve Vrouw Geboortekerk mit dem ältesten Kirchturm Belgiens, dessen älteste Teile aus dem 10. Jahrhundert stammen.

## Nachweise
1. ↑  Andreas Kockartz: Die Landkarte von Flandern ist durch die Gemeindefusionen neu gezeichnet. In: VRT News. 2. Januar 2025, abgerufen am 8. Januar 2025.
2. ↑  Website Ham (Memento vom 29. Januar 2017 im Internet Archive)